# Alampur
Alampur é uma vila e uma nagar panchayat no distrito de Bhind, no estado indiano de Madhya Pradesh.

## Geografia
Alampur está localizada a 26° 01′ N, 78° 47′ L. Tem uma altitude média de 159 metros (521 pés).

## Demografia
Segundo o censo de 2001, Alampur tinha uma população de 9350 habitantes. Os indivíduos do sexo masculino constituem 54% da população e os do sexo feminino 46%. Alampur tem uma taxa de literacia de 61%, superior à média nacional de 59,5%; com 64% para o sexo masculino e 36% para o sexo feminino. 16% da população está abaixo dos 6 anos de idade.